# Lokomotiva HGe 4/4 II
Lokomotivy řady HGe 4/4 II jsou čtyřnápravové ozubnicové elektrické lokomotivy, vyrobené ve spolupráci firem SLM (Schweizerische Lokomotiv- und Maschinenfabrik), BBC a ABB ve dvou sériích v letech 1986 a 1989–1990 pro různé železniční společnosti ve Švýcarsku. Lokomotivy jsou koncipovány jako univerzální, tedy pro dopravu osobních i nákladních vlaků na rozchodu 1 000 mm. V současnosti (2022) slouží celkem 21 vyrobených strojů u dvou železničních společností Zentralbahn a Matterhorn Gotthard Bahn.

## Vývoj

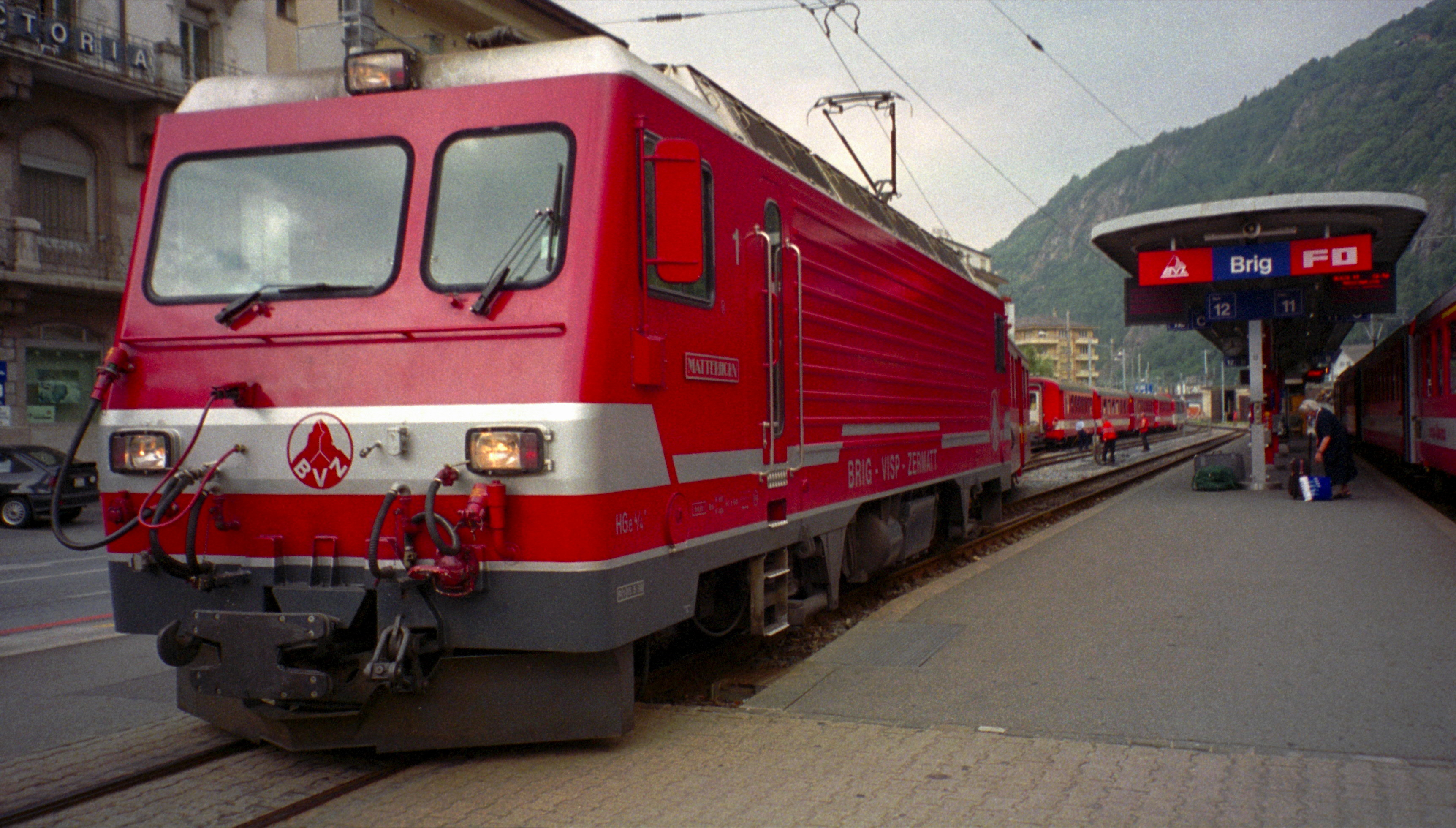
Lokomotiva BVZ v původním nátěru (Brig, 2000)

Koncem 70. let 20. století sloužil na švýcarských ozubnicových drahách o rozchodu 1 000 mm rozmanitý lokomotivní park, skládající se převážně z mnoha zastaralých strojů předválečných konstrukcí. Jednotlivé železniční společnosti začaly hledat náhradu za tyto stroje, a s cílem dosáhnout úspor při vývoji a výrobě se rozhodly společně poptat novou elektrickou ozubnicovou lokomotivu moderní konstrukce, splňující soudobé standardy. Jednalo se o celkem tři železniční společnosti: Brünigbahn (BB), patřící pod švýcarské spolkové dráhy SBB a provozující trať z Lucernu do Interlakenu, Furka-Oberalp-Bahn (FO), provozující trať Brig – Disentis/Mustér (přes sedla Furka a Oberalp), a Brig-Visp-Zermatt-Bahn (BVZ), jejíž trať vede z Brigu do horského střediska Zermatt. Roku 2003 se FO a BVZ následně sloučily do nové společnosti Matterhorn Gotthard Bahn (MGB).
Zadání znělo, aby byly nové lokomotivy univerzální (umožňovaly dopravu osobních i nákladních vlaků), disponovaly výkonem okolo 2 000 kW, dosahovaly maximální rychlosti 100 km/h a měly výkonné brzdové systémy, včetně elektrodynamické brzdy.
Vývoj lokomotiv byl zahájen na počátku 80. let a podílelo se na něm konsorcium podniků SLM (Schweizerische Lokomotiv- und Maschinenfabrik, mechanická část), BBC (Brown, Boveri & Cie.) a ABB (elektrická část). První dva prototypy, určené pro zkušební provoz na Brünigbahn, byly vyrobeny roku 1985.

### Prototypy
Protože již v době objednávky bylo jasné, že dva stroje SBB přejdou po dodání sériových strojů přímo na FO, která mezitím objednala tři lokomotivy, byly lokomotivy postaveny pokud možno podle požadavků FO. Při přestavbě na sériové stroje pro FO byl vyměněn transformátor a dva podvozky, které byly instalovány na posledních dvou sériových strojích. Lokomotiva FO je o 24 milimetrů kratší díky odlišnému uchycení spřáhel, které umožňuje snadnou výměnu různých typů spřáhel. Všech pět prototypů bylo následně upraveno na sériovou verzi BVZ/FO; všechny hlavní komponenty a ovládání jsou tak shodné a je možné je volně používat se sériovými stroji BVZ/FO (dnes MGB).

### Sériová výroba

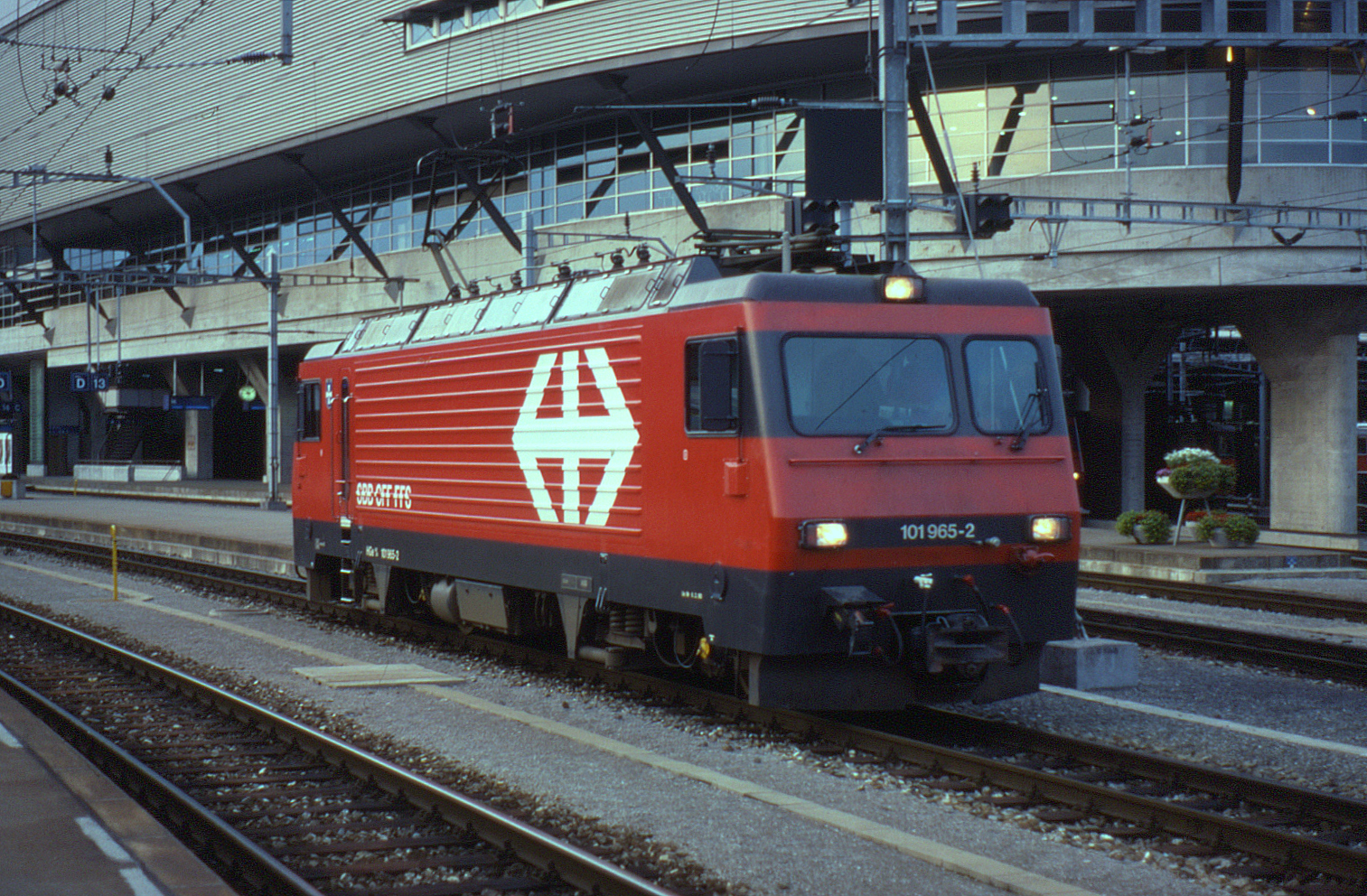
Lokomotiva ještě v nátěru SBB v Lucernu (1993)

Sériové stroje Brünigbahn se od prototypů vizuálně liší především černým rámem kolem předních oken (nazývaným také „brýle“) a vynecháním sání skříně z boku (rovná spodní hrana). Zbývající změny jsou patrné až při bližším zkoumání. Ke dveřím byl přidán další schod a vodorovná přídržná tyč. V elektrické části se od prototypů liší pouze drobnými změnami, jako je jinak uspořádané vícenásobné ovládání a podobně; celková koncepce je zachována. Stejně tak byla nastavena změna vícenásobného ovládání strojů SBB tak, aby bylo možné dálkové ovládání ze sněhové frézy Xrotm 51.
Protože se tento typ lokomotivy osvědčil, objednala společnost BVZ také pět a FO další tři téměř identické stroje. Z velké části odpovídají sériovým strojům SBB, liší se však brzdovým a ozubnicovým systémem a primárním napětím transformátoru. Sloučená Matterhorn Gotthard Bahn tak vlastní celkem 13 lokomotiv HGe 4/4 II.
Lokomotivy FO mají vícenásobné řízení, které je kompatibilní s lokomotivami Ge 4/4 III, takže je lze používat i k dopravě autovlaků v úpatním tunelu Furka. Na druhou stranu byly lokomotivy BVZ navrženy tak, aby mohly být používány v osobní dopravě s dříve pořízenými řídicími vozy. Zásuvky pro vícenásobné ovládání verzí FO a BVZ se liší.

## Technický popis

### Mechanická část

Technický výkres sériových lokomotiv

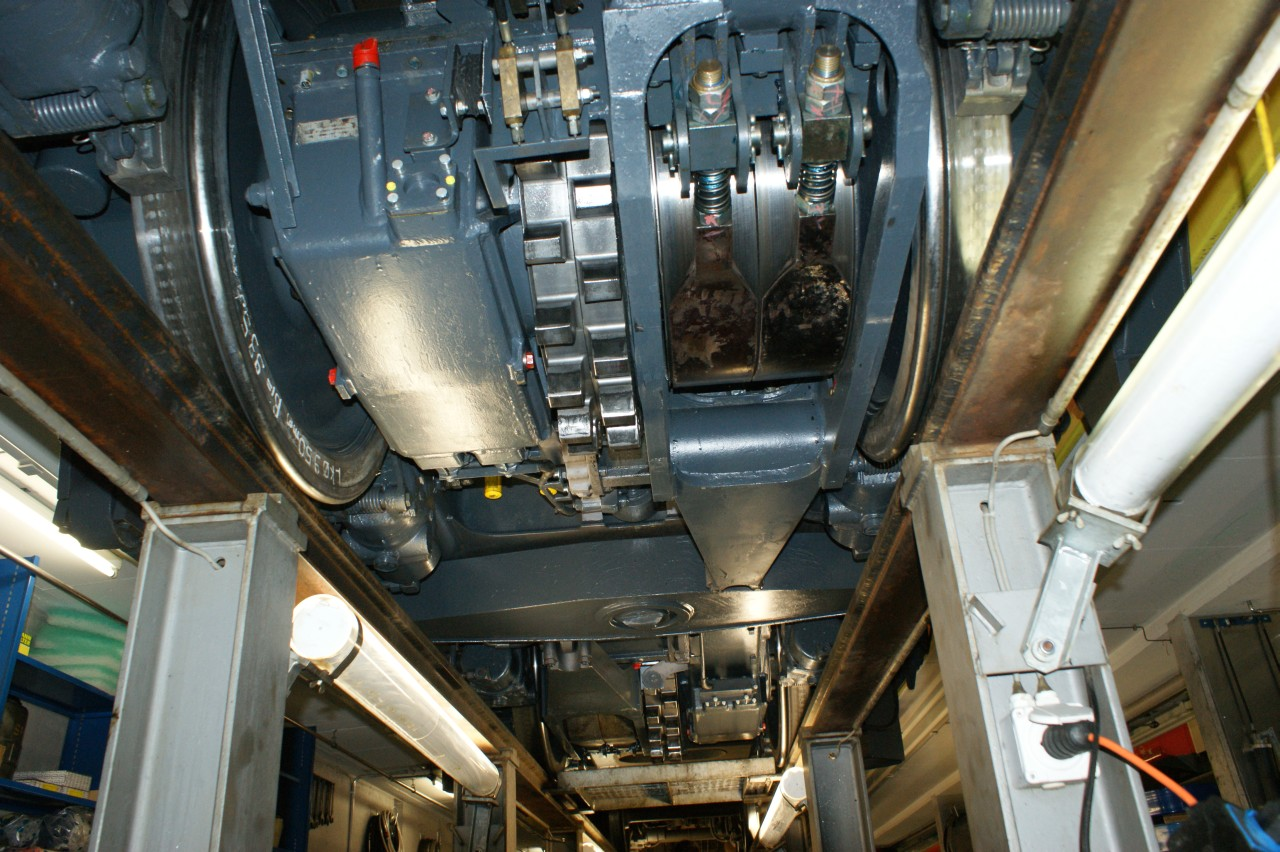
Ozubnicový buben na podvozku lokomotivy

Lokomotivní skříň je ocelová skříň s bočními stěnami s podélnými prolisy. Asymetrické čelní sklo z tepelně vytápěného vrstveného skla zlepšuje rozhled strojvedoucího lokomotivy. Tři odnímatelné střešní prvky jsou vyrobeny z hliníku. Nárazové síly se přenášejí na celou skříň prostřednictvím vzpěr, a proto bylo nutné upustit od bočních otvorů ve strojovně. Celá skříň má celkovou hmotnost pouhých 5,9 tuny. Může absorbovat tlakovou sílu až 1000 kN bez trvalé deformace.
Podvozky jsou svařované duté nosníkové konstrukce se dvěma podélnými nosníky, silným středním příčným nosníkem a dvěma čelními příčnými nosníky. Mají rozvor 2980 mm a pružiny flexicoil podpírají skříň na pružných žlabech přivařených k bočním podélným nosníkům. Tahové a tlakové síly jsou přenášeny příčně uspořádanými tyčemi s kuličkovými pružnými ložisky. Vzhledem ke krátkému rozvoru náprav jsou trakční motory namontovány nad rámem podvozku.
U pohonu byl poprvé instalován diferenciální pohon, který umožňuje při provozu s ozubeným hřebenem uplatňovat také část hnací síly prostřednictvím adhezního pohonu. To zase vyžaduje omezení prokluzu v převodovce diferenciálu, aby nedošlo ke smyku nebo prokluzu kol. Protože dvoulamelový hřeben (Abtův systém), používaný FO a BVZ, nemůže absorbovat celou tažnou sílu, je nutná pomoc adhezního pohonu, který přebírá třetinu tažné síly. Pokud by se pohon neosvědčil, bylo by možné jej přestavět na odpojitelný adhezní pohon, jako na strojích Brünigbahn s ozubnicovým systémem Riggenbach. To však nebylo nutné, protože diferenciál fungoval k plné spokojenosti.

### Elektrická část
Lokomotivy jsou založeny na technologii tyristorové pulzní regulace výkonu. Lokomotivy jsou vybaveny rekuperační brzdou. Pomocné pohony jsou napájeny statickým pomocným měničem s výkonem 120 kVA prostřednictvím třífázové sítě. Lokomotiva má také parkovací brzdu pro zajištění odstavené lokomotivy.
V letech 2018 až 2022 je v dílnách v Bellinzoně modernizováno devět ze třinácti strojů HGe 4/4 II společnosti MGB za 35,4 milionu švýcarských franků. Řízení fázového úhlu bude nahrazeno třífázovým pohonem s moderními měniči IGBT a asynchronními motory. Kromě toho lokomotivy dostanou nový řídicí systém, nový systém vlakového zabezpečovače, protipožární signalizaci, úpravy kabiny strojvedoucího a celá skříň projde renovací. MGB tak zohledňuje skutečnost, že v průběhu životnosti lokomotiv HGe 4/4 II se elektrické komponenty oproti mechanickým více zastaraly. Modernizace zajistí lokomotivám provoz po dalších 25 let.

### Pneumatická část
Pneumatická část je největší odlišností strojů Brünigbahn od lokomotiv pro dráhy Furka-Oberalp a Brig-Visp-Zermatt (dnešní Matterhorn Gotthard Bahn). Brünigbahn totiž používá tlakovou brzdu (odlišnou od standardní) s hlavním tlakem vzduchu v potrubí 4 bary, zatímco Matterhorn Gotthard Bahn používá brzdu s hlavním tlakem vzduchu v potrubí 5 barů a také podtlakovou brzdu. Ovládání vzduchové soustavy je nicméně instalováno se standardními prvky na dvou pneumatických panelech. Liší se také přívod vzduchu, který je částečně příčinou vyšší hmotnosti vozidel MGB.

### Brzdové systémy

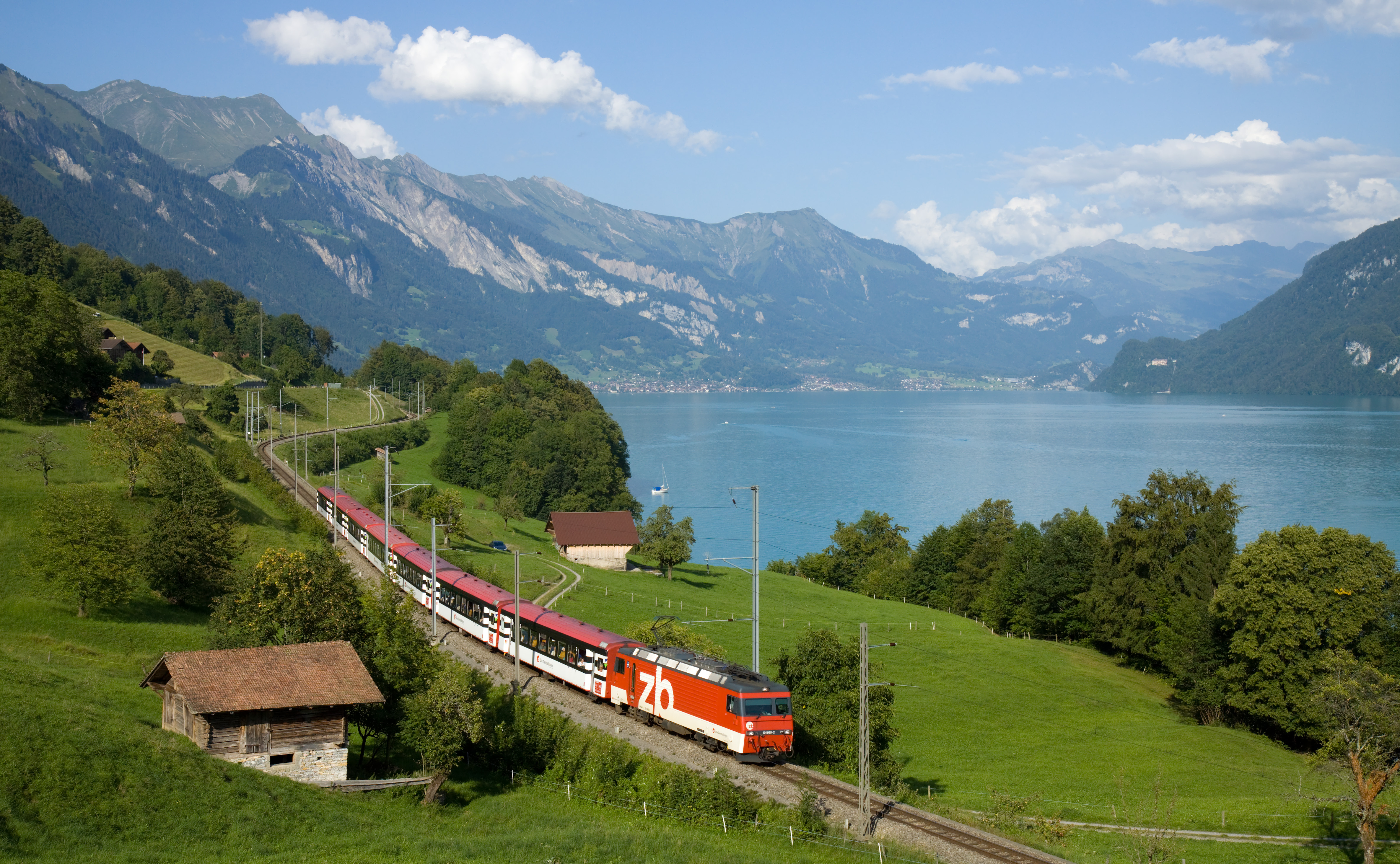
Osobní vlak Zentralbahn, vedený řadou HGe 4/4 II, u Niederriedu

Elektrodynamická rekuperační brzda umožňuje plynulé brzdění při jízdě na spádu. Funguje však pouze tehdy, když je lokomotiva pod napětím, a je zapnut hlavní vypínač lokomotivy.
Kromě toho je instalována standardní samočinná tlaková brzda, která se také označuje jako primární brzdový systém I a používá se k zastavení vlaku v běžném provozu. Mechanická adhezní brzda lokomotivy je špalíková brzda působící na všechna dvojkolí.
Dále je instalován brzdový systém II, který je předepsán pro ozubnicové dráhy a měl by umožnit zastavení vlaku pouze pomocí lokomotivy v ozubnicovém úseku, pokud by první brzdový systém selhal. Ta je konstruována jako pružinová pásová brzda a působí přímo na hnací kola. Síly, které vznikají při působení této brzdy, omezují přípustnou hmotnost vlaku, zejména při jízdě z kopce.
Také je k dispozici přímočinná brzda, která využívá brzdové špalíky brzdového systému I.
Parkovací brzda je pružinová.

## Provoz

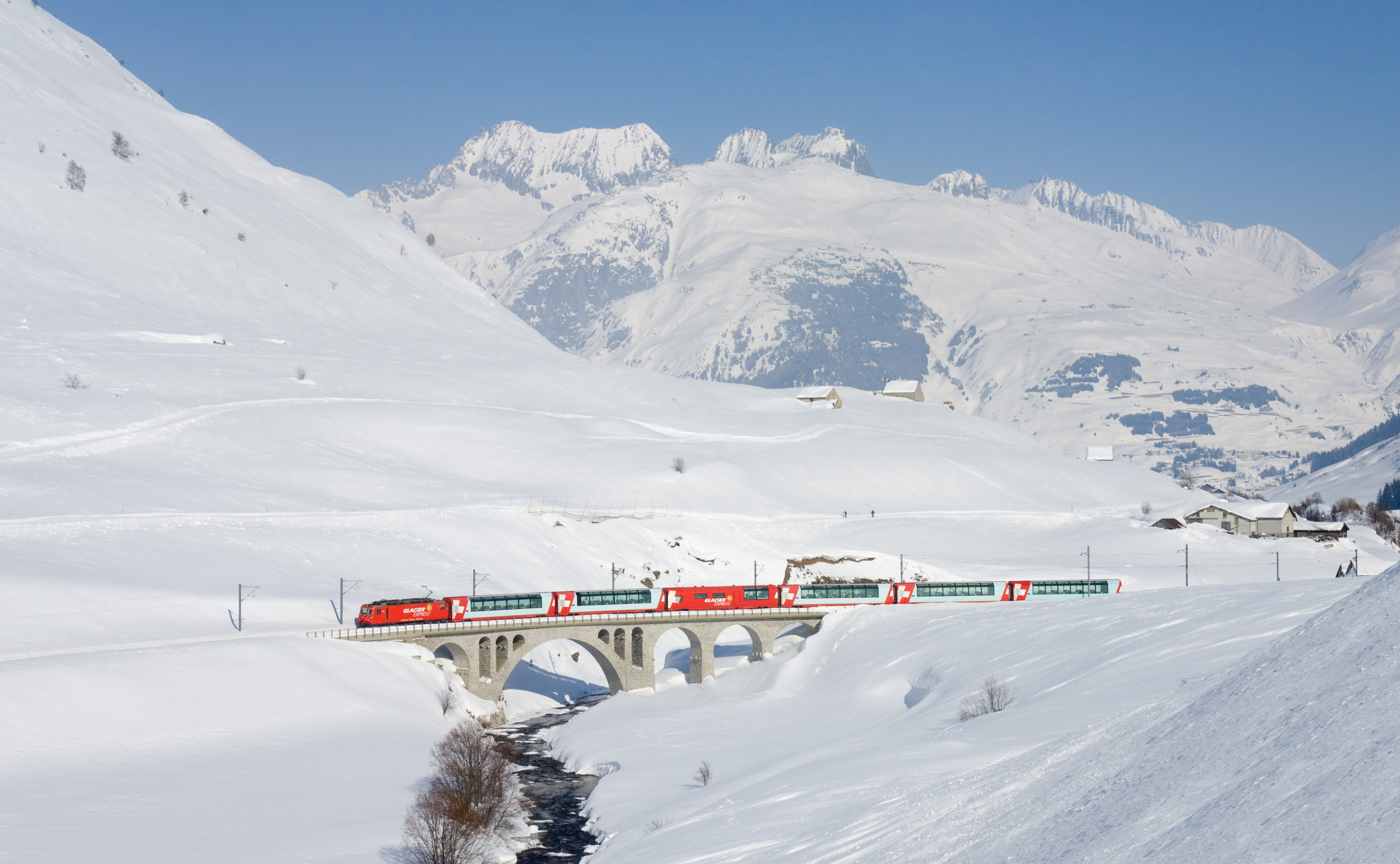
Lokomotiva MGB HGe 4/4 II, vedoucí slavný Glacier Express nedaleko stanice Hospental

Po dodání pěti prototypů v letech 1985–1986 (dva na Brünigbahn a tři na Furka-Oberalp-Bahn) prošly zkušebním provozem, ve kterém byly zaznamenávány možné změny a úpravy. Následně bylo přistoupeno k zahájení sériové výroby: dva původní prototypy pro Brünigbahn byly odvezeny zpět do výrobního závodu, přestavěny a předány na FO (pod čísly 104 a 105, v návaznosti na tři prototypy 101–103), zatímco BB obdržela mezi lety 1989–1990 novou osmikusovou sérii (označenou čísly 101.961–101.968). FO objednala tři sériové stroje, jimž byla přidělena čísla 106–108. A konečně BVZ objednala nejmenší sérii, pět kusů, které označila čísly 1–5. Všech celkem 21 lokomotiv bylo dodáno do konce roku 1990.
Lokomotivy slouží na všech třech drahách zejména v osobní, ale také v nákladní dopravě. K 1. lednu 2003 došlo k fúzi FO a BVZ do jedné nástupnické železniční společnosti pod názvem Matterhorn Gotthard Bahn (MGB), která tak převzala všechny původní lokomotivy FO a BVZ a započala s jejich úpravami na jednotné provedení. Provozuje tak celkem 13 strojů, které jsou nasazeny na celé hlavní trati, vedoucí z Disentisu (kanton Graubünden) přes Andermatt, Brig a Visp až do Zermattu. Kromě běžných osobních vlaků mimo jiné dopravují také slavný Glacier Express.
Brünigbahn byla roku 2004 švýcarskými spolkovými dráhami SBB prodána Luzern-Stans-Engelberg-Bahn (LSE). Jejím sloučením s LSE vznikla k 1. lednu 2005 nová společnost Zentralbahn (zb), provozující lokomotivy nadále. Zde slouží primárně v dopravě osobních vlaků přes průsmyk Brünig, tedy mezi Lucernem a Meiringenem.

## Přehled vyrobených lokomotiv
| Společnost | Inventární číslo | Rok dodání | Výrobní číslo | Jméno                              | Poznámky               |
| ---------- | ---------------- | ---------- | ------------- | ---------------------------------- | ---------------------- |
| SBB        | 1951             | 1985       | SLM 5282      | beze jména                         | prototyp, předán na FO |
| SBB        | 1952             | 1985       | SLM 5283      | beze jména                         | prototyp, předán na FO |
| SBB / zb   | 101 961-1        | 1989       | SLM 5395      | Horw                               |                        |
| SBB / zb   | 101 962-9        | 1989       | SLM 5396      | Hergiswil                          |                        |
| SBB / zb   | 101 963-7        | 1989       | SLM 5397      | Alpnach                            |                        |
| SBB / zb   | 101 964-5        | 1990       | SLM 5398      | Sachseln                           |                        |
| SBB / zb   | 101 965-2        | 1990       | SLM 5399      | Lungern                            |                        |
| SBB / zb   | 101 966-0        | 1990       | SLM 5400      | Brünig-Hasliberg                   |                        |
| SBB / zb   | 101 967-8        | 1990       | SLM 5401      | Brienz                             | 1                      |
| SBB / zb   | 101 968-6        | 1990       | SLM 5402      | Ringgenberg                        | 1                      |
| FO / MGB   | 101              | 1986       | SLM 5284      | Ville de Sion / Sitten             | prototyp               |
| FO / MGB   | 102              | 1986       | SLM 5285      | Altdorf                            | prototyp               |
| FO / MGB   | 103              | 1986       | SLM 5292      | Chur / Marcau da Cuera             | prototyp               |
| FO / MGB   | 104              | 1985/90    | SLM 5282      | Furka                              | původní SBB 1951       |
| FO / MGB   | 105              | 1985/90    | SLM 5283      | Oberalp / Alp Su                   | původní SBB 1952       |
| FO / MGB   | 106              | 1990       | SLM 5392      | St. Gotthard / S. Gottardo         |                        |
| FO / MGB   | 107              | 1990       | SLM 5393      | Grimsel                            |                        |
| FO / MGB   | 108              | 1990       | SLM 5394      | Channel Tunnel ex Nufenen / Novena |                        |
| BVZ / MGB  | 1                | 1990       | SLM 5419      | Matterhorn                         |                        |
| BVZ / MGB  | 2                | 1990       | SLM 5420      | Monte Rosa                         |                        |
| BVZ / MGB  | 3                | 1990       | SLM 5421      | Dom                                |                        |
| BVZ / MGB  | 4                | 1990       | SLM 5422      | Täschhorn                          |                        |
| BVZ / MGB  | 5                | 1990       | SLM 5423      | Mount Fuji ex Dent Blanche         |                        |

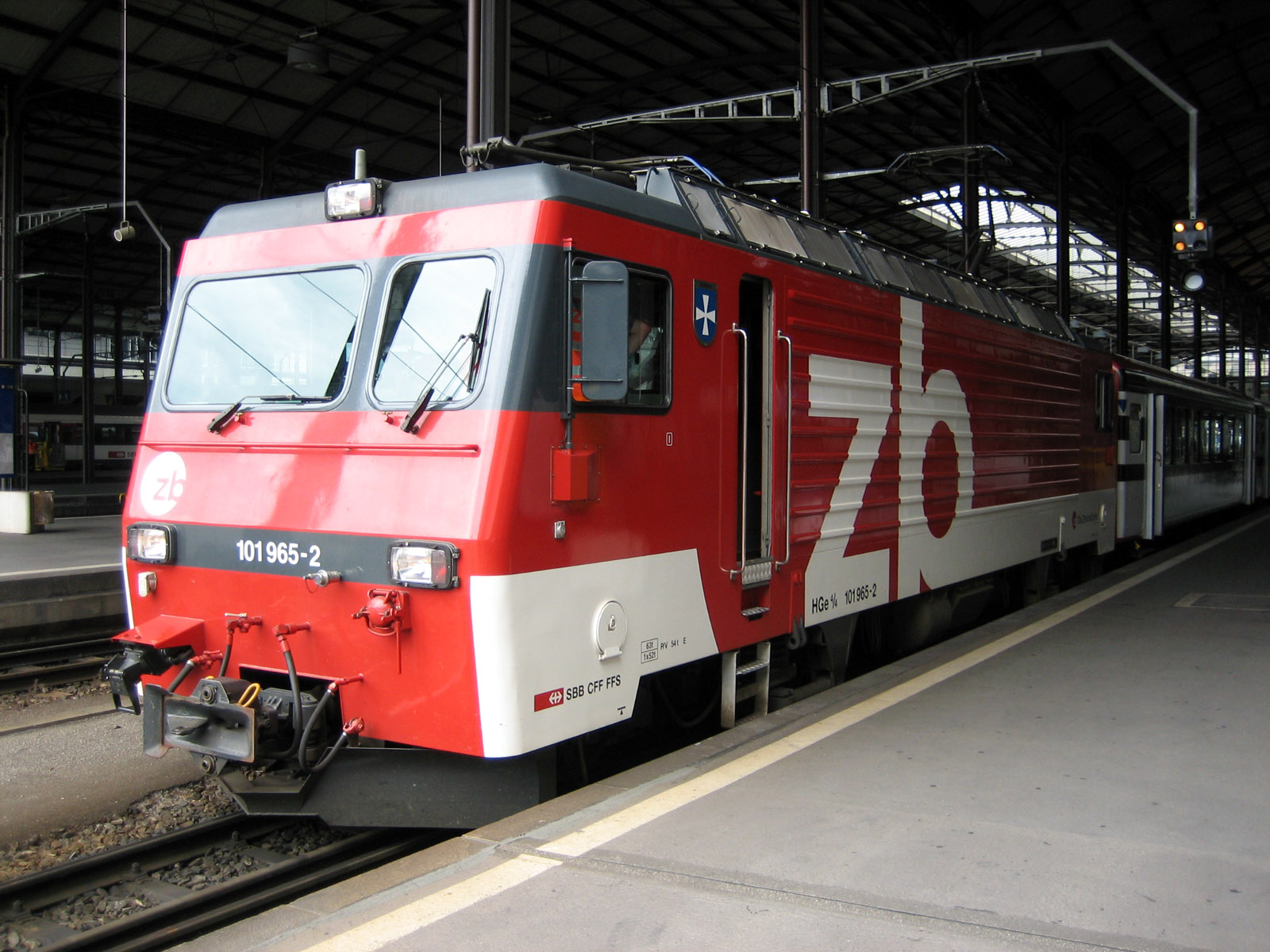
Lokomotiva Zentralbahn 101 965 v Lucernu

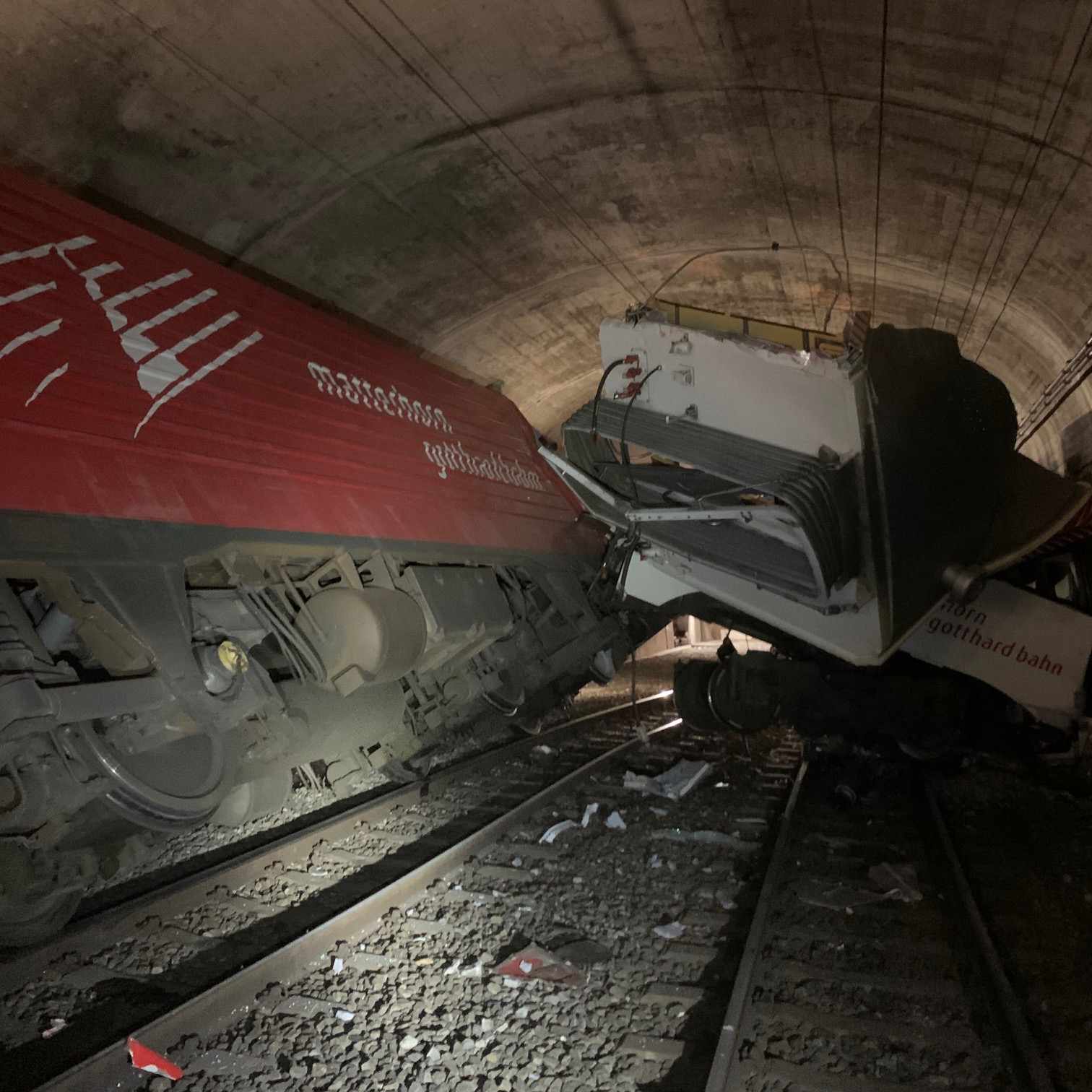
Nehoda lokomotivy MGB 105 v tunelu u Oberwaldu (2020)

1 Skříně lokomotiv 1951 a 1952 byly osazeny novými podvozky (systém Abt) a transformátory (na napětí 11 kV) a vznikly tak lokomotivy FO 104 a 105, zatímco prototypové podvozky (systém Riggenbach) a transformátory (na 15 kV) byly osazeny na poslední dvě sériové lokomotivy Brünigbahn. Lokomotiva 105 byla vážně poškozena při nehodě ve Stephan-Holzer-Tunnelu u Oberwaldu dne 3. července 2020.